# NGC 1198
NGC 1198 (również IC 282, PGC 11648 lub UGC 2533) – galaktyka eliptyczna (E-S0), znajdująca się w gwiazdozbiorze Perseusza. Odkrył ją Édouard Jean-Marie Stephan 6 grudnia 1880 roku.